# أتريمة كبيرة الأزهار
أتريمة كبيرة الأزهار (الاسم العلمي: Eutrema grandiflorum) هي نوع من النباتات يتبع جنس الأتريمة من الفصيلة الكرنبية.